# Bruselización

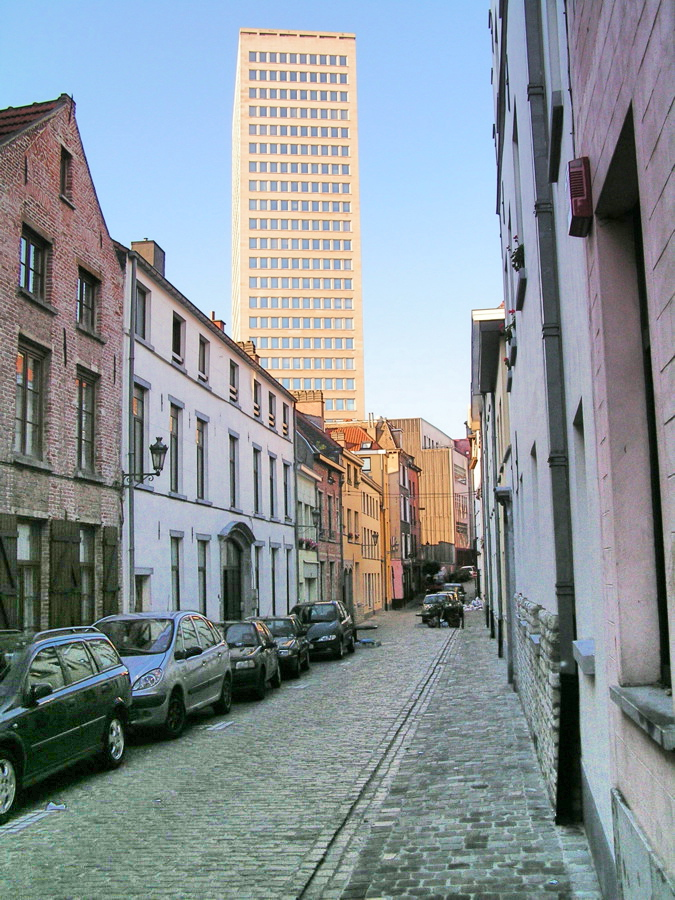
Torre construida en el emplazamiento original de la Maison du Peuple o Volkshuis.

Bruselización es el término peyorativo usado para describir el desarrollo urbanístico caótico en el centro histórico de una ciudad. 

## Origen
Su origen se remonta al desarrollo incontrolado experimentado por Bruselas en la década de los sesenta y setenta del siglo XX e incluso después.
La estrecha asociación de los dirigentes políticos belgas de todo color con el mundo de los negocios y la especulación inmobiliaria desencadenó una destrucción salvaje del patrimonio arquitectónico y cívico de Bruselas a una escala tan desmesurada que el concepto ha quedado tipificado en los manuales internacionales de urbanismo.